# Imhofite
L'imhofite è un minerale.